# Stefan Mikołaj Szwykowski
Stefan Mikołaj Szwykowski herbu Ogończyk – sędzia grodzki wileński w latach 1690–1713, starosta oniski w 1697 roku.
Był elektorem Augusta II Mocnego z województwa wileńskiego w 1697 roku. Poseł wileński na sejm pacyfikacyjny 1698 roku.